# Воппінджер (Нью-Йорк)
Воппінджер (англ. Wappinger) — місто (англ. town) в США, в окрузі Дачесс штату Нью-Йорк. Населення — 28 216 осіб (2020).

## Демографія
Згідно з переписом 2010 року, у місті мешкало 27 048 осіб у 10 318 домогосподарствах у складі 7095 родин. Було 10908 помешкань
Расовий склад населення:
| - 81,1 % — білих - 6,4 % — чорних або афроамериканців - 5,0 % — азіатів - 0,2 % — корінних американців - 4,4 % — осіб інших рас |

До двох чи більше рас належало 2,8 %. Частка іспаномовних становила 14,3 % від усіх жителів.
За віковим діапазоном населення розподілялося таким чином: 22,5 % — особи молодші 18 років, 64,4 % — особи у віці 18—64 років, 13,1 % — особи у віці 65 років та старші. Медіана віку мешканця становила 40,0 року. На 100 осіб жіночої статі у місті припадало 98,0 чоловіків;  на 100 жінок у віці від 18 років та старших — 96,0 чоловіків також старших 18 років.
Середній дохід на одне домашнє господарство  становив 96 394 долари США (медіана — 78 945), а середній дохід на одну сім'ю — 108 300 доларів (медіана — 93 566). Медіана доходів становила 67 675 доларів для чоловіків та 46 191 долар для жінок. За межею бідності перебувало 6,5 % осіб, у тому числі 7,9 % дітей у віці до 18 років та 4,4 % осіб у віці 65 років та старших.
Цивільне працевлаштоване населення становило 14 165 осіб. Основні галузі зайнятості: освіта, охорона здоров'я та соціальна допомога — 25,3 %, роздрібна торгівля — 12,5 %, мистецтво, розваги та відпочинок — 9,4 %, науковці, спеціалісти, менеджери — 8,1 %.